# Joanício III de Constantinopla
Joanício III (em grego: Ιωαννίκιος Γ΄; em sérvio:  Јоаникије III; c. 1700 – 1793), nascido João Karatzas (Ioannis Karatzas), foi patriarca da Sérvia entre 1739 e 1746 com o nome de Joanício III da Sérvia e patriarca ecumênico de Constantinopla entre 1761 e 1763 com nome de Joanício III de Constantinopla. Coincidentemente, o número ordinal de seus títulos foi III em ambos os patriarcados.

## História
João Karatzas nasceu por volta de 1700 e eram membro da influente família fanariota Caradja (Karatzas), de origem grega bizantina. Foi ordenado diácono, serviu o patriarca Paísio II e foi posteriormente nomeado protossincelo.
Com o Tratado de Belgrado (1739), que encerrou a Guerra austro-otomana de 1737-1739, o Reino da Sérvia deixou de existir. O sultão otomano depôs o patriarca sérvio Arsenije IV por ele ter se aliado com a Monarquia dos Habsburgo (Áustria) durante a guerra, e, no seu lugar, nomeou o grego João, que assumiu o nome religioso de Joanício III da Sérvia. Entre os sérvios, ele era conhecido como Joanikije (em grego: Јоаникије) e foi registrado na época como tendo sido "nomeado pelo poderoso turco e não pela eleição da sabor [assembleia]". Arsenije IV se mudou para a Monarquia dos Habsburgo juntamente com muitos sérvios, um evento conhecido como Segunda Grande Migração Sérvia, e se tornou bispo metropolitano de Karlovci, sem perder, contudo, suas profundas relações com os sérvios que permaneceram sob o jugo otomano e sob a jurisdição de Joanício. Este, por sua vez, acabou sendo forçado a vender seu título em 1746 para pagar dívidas acumuladas por causa de seu estilo de vida extravagante.
Depois de retornar a Istambul, em setembro de 1747, Joanício foi nomeado bispo metropolitano de Calcedônia. Em 26 de março de 1761, ele foi eleito patriarca ecumênico de Constantinopla, um cargo no qual permaneceu até 21 de maio de 1763, quando foi deposto e exilado para Monte Atos.
Graças ao apoio de sua família, Joanício retornou do exílio e conseguiu viver da receita de um mosteiro na ilha de Halki (Heybeliada), perto de Istambul, onde morreu em 1793.